# Attilio Maseri
Attilio Maseri (* 12. November 1935 in Udine; † 3. September 2021 in Pavia di Udine) war ein italienischer Kardiologe.

## Leben
Maseri machte 1960 seinen Abschluss in Medizin und Chirurgie an der Universität Padua, dem weitere Abschlüsse in Kardiologie 1963 und in Nuklearmedizin 1968 an der Universität Pisa  folgten. 1965 ging er an die Columbia University (bei André Frédéric Cournand) und 1966 an die Johns Hopkins University. 1967 wurde er Assistenzprofessor für spezielle Pathologie und Leiter der Forschungsgruppe für Koronargefäßerkrankungen an der Universität Pisa, wobei er Pionierarbeit in der Verwendung radioaktiver Tracer in der Untersuchung des Blutflusses am Herzen leistete. 1979 wurde er Professor an der Royal Postgraduate Medical School der Universität London und Direktor der Kardiologie am Hammersmith Hospital. 1991 kehrte er nach Italien zurück, wo er Professor für Kardiologie an der katholischen Universität vom Heiligen Herzen in Rom und Direktor der Kardiologie am Polyklinikum Agostino Gemelli wurde. 2001 bis 2008 war er Professor an der Università Vita-Salute San Raffaele in Mailand und Leiter der Abteilung Herz-Lunge und Gefäße im Hospital San Raffaele in Mailand.
Ab 2008 war er Präsident der gemeinnützigen Gesellschaft Per il tuo cuore der italienischen Krankenhauskardiologen zur Bekämpfung von Herzerkrankungen, die er 1998 mitgründete.
Maseri galt als führender Forscher auf dem Gebiet der ischämischen Herzerkrankungen. Er war Autor und Ko-Autor von über 750 wissenschaftlichen Veröffentlichungen.
Zu seinen Patienten zählten unter anderem Königin Elisabeth II. und Papst Johannes Paul II.
1992 erhielt er den König-Faisal-Preis für Medizin. 2005 wurde er Ritter des Großkreuzes des Verdienstordens der Republik Italien. Er erhielt den James B. Herrick Award des American Heart Association Council in Clinical Cardiology und den Distinguished Scientist Award des American College of Cardiology. Er erhielt den großen Wissenschafts-Preis des Institut de France (2004), 1998 den Premio Invernizzi für Medizin und er erhielt die Medaille des Präsidenten der Republik des Premio Nazionale Letterario Pisa. Er ist Mitglied der Johns Hopkins Society of Scholars (1998). Johannes Paul II. ernannte ihn zum Kommandeur des Ordens von St. Gregor dem Großen.
Von 2004 bis 2007 war er Präsident der italienischen Gesellschaft für Kardiologie. Er war Mitherausgeber des New England Journal of Medicine.
Attilo Maseri war ab 1960 mit Francesca Florio verheiratet. Ein Preis des American College of Cardiology ist nach ihm und seiner Frau benannt.

## Schriften (Auswahl)
- Ischemic heart disease. A rational basis for clinical practice and research. New York, Churchill Livingstone 1995.